# Achillea vermicularis
Achillea vermicularis là một loài thực vật có hoa trong họ Cúc. Loài này được Trin. mô tả khoa học đầu tiên năm 1818.